# Ígor Usminski
Ígor Vladímirovich Usminski (И́горь Влади́мирович Усми́нский; Grozni, RSFS de Rusia, Unión Soviética -actual Rusia-; 23 de abril de 1977) es un futbolista ruso. Juega de portero y su equipo actual es el Terek Grozni, de la Liga Premier de Rusia.

## Trayectoria
Debutó profesionalmente en 1996, defendiendo los colores del Zhemchuzhina Sochi. Tras pasar por diversos clubes rusos llegó al Amkar Perm en el año 2008.

## Clubes
| Club                          | País  | Año       |
| ----------------------------- | ----- | --------- |
| Zhemchuzhina Sochi            | Rusia | 1996      |
| Sláviansk Sláviansk-na-Kubani | Rusia | 1997      |
| Chernomórets Novorossisk      | Rusia | 1998-2002 |
| Terek Grozni                  | Rusia | 2003      |
| Chernomórets Novorossisk      | Rusia | 2004      |
| Volgar-Gazprom Astracán       | Rusia | 2005-2006 |
| SKA Rostov del Don            | Rusia | 2007-2008 |
| Amkar Perm                    | Rusia | 2008-     |
| FC Krasnodar                  | Rusia |           |
| Terek Grozni                  | Rusia | 2013      |